# Nicole Pasteur
Nicole Pasteur, née Nicole Mercier le 11 juillet 1944 à Terrasson-Lavilledieu, est une généticienne française. Ses recherches en génétique sur la résistance des moustiques aux insecticides, sont récompensées de plusieurs prix dont la médaille d'argent du CNRS.

## Biographie
Nicole Mercier est née le 11 juillet 1944 à Terrasson-Lavilledieu en Dordogne dans une famille de médecin et d'enseignante,. Elle fait une partie de ses études au Maroc puis son doctorat d’État aux États-Unis à la University of Texas Medical Branch (en). Elle y acquiert des compétences sur les marqueurs électrophorétiques qui lui permettent d'être recrutée en France. Elle entre ensuite au CNRS en 1972 où elle gravit tous les échelons jusqu'à devenir directrice de recherche. 

## Travaux

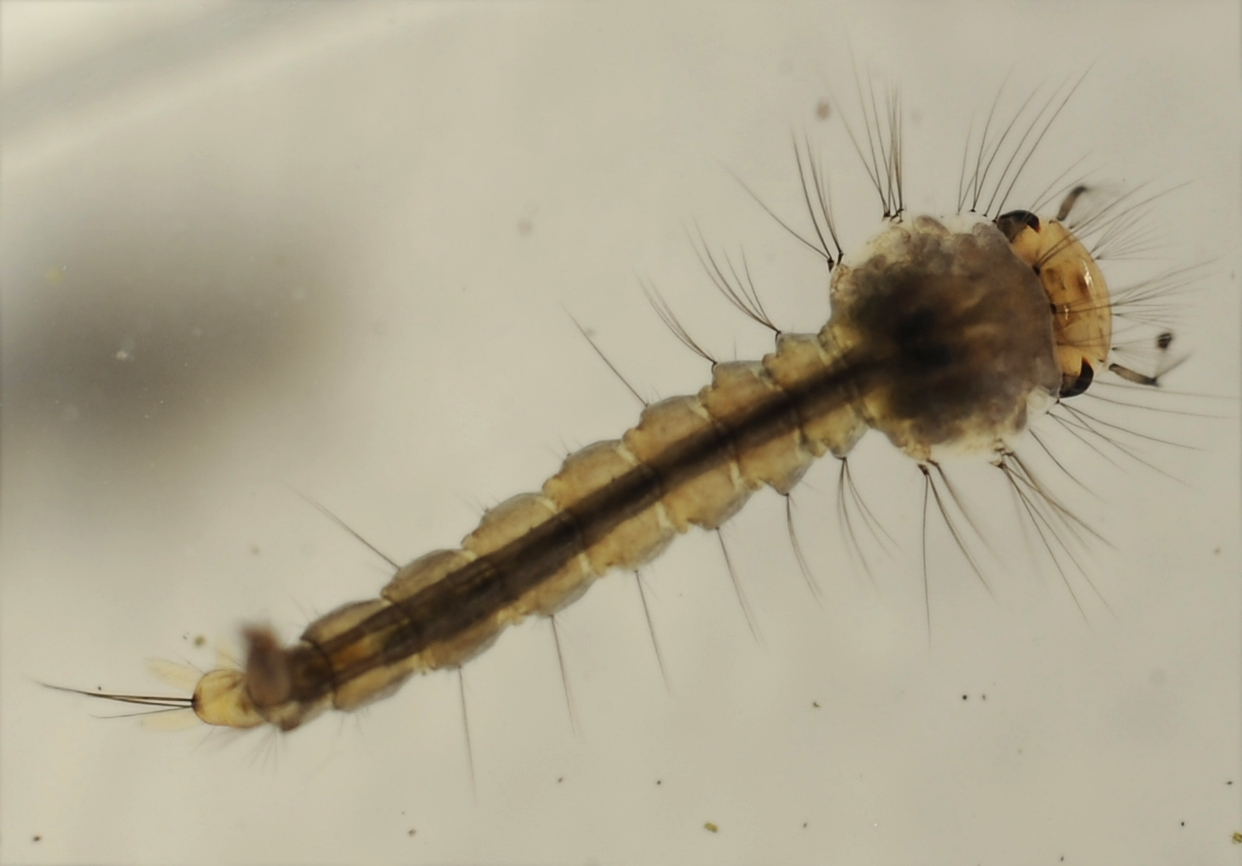
Larve de moustique dont la génétique est étudiée dans ses recherches.

Les recherches de Nicole Pasteur portent sur la génétique et la systématique des insectes avec une attention particulière aux moustiques. Elle mobilise l'électrophorèse pour trouver quels gènes sont résistants aux insecticides. Avec son équipe, elle montre que certaines enzymes, les estérases, produites par les moustiques diminuent l'action de l'insecticide. Ses travaux portent également sur les aires géographiques de résistance aux insecticides, les insectes ayant une bonne dispersion géographique, avec donc une diffusion de cette résistance et non, comme il avait été pensé au début, une apparition spontanée à plusieurs endroits du globe,.

## Hommages et distinctions
- Médaille d'argent du CNRS en 1986-1987[7] ;
- Prix Charles-Bocquet avec son mari Georges Pasteur en 1991[8] ;
- Chevalière de la Légion d'honneur[2] ;
- Membre de la Société d'entomologie d'Amérique[2] ;
- Fellow de la Linnaean Society en 1983[2].

## Espèce décrite
- Aedes coluzzii[9],[10].

## Publications

### Ouvrage
- Manuel technique de génétique par électrophorèse des protéines, Technique et Documentation (Lavoisier), 1987 (ISBN 978-2-85206-389-1)
- (en) Practical Isozyme Genetics, Ellis Horwood, coll. « Ellis Horwood books in the biological sciences », 1988 (ISBN 978-0-7458-0501-6 et 978-0-470-21155-7)

### Articles
- (en) D. Martinez‐Torres, F. Chandre, M. S. Williamson, F. Darriet et Nicole Pasteur, « Molecular characterization of pyrethroid knockdown resistance (kdr) in the major malaria vector Anopheles gambiae s.s. », Insect Molecular Biology, vol. 7, no 2,‎ mai 1998, p. 179–184 (ISSN 0962-1075 et 1365-2583, DOI 10.1046/j.1365-2583.1998.72062.x, lire en ligne, consulté le 2 mars 2024)
- (en) Mylène Weill, Georges Lutfalla, Knud Mogensen, Fabrice Chandre et Nicole Pasteur, « Insecticide resistance in mosquito vectors », Nature, vol. 423, no 6936,‎ mai 2003, p. 136–137 (ISSN 1476-4687, DOI 10.1038/423136b, lire en ligne, consulté le 2 mars 2024)
- Hanem Makni, Moez Sellami, Mohamed Marrakchi et Nicole Pasteur, « Structure génétique des cécidomyies des céréales en Tunisie », Genetics Selection Evolution, vol. 32, no 6,‎ 15 novembre 2000, p. 577 (ISSN 1297-9686, PMID 14736371, PMCID PMC2706880, DOI 10.1186/1297-9686-32-6-577, lire en ligne, consulté le 2 mars 2024)